# Додичи Морели (Ферара)
Додичи Морели (итал. Dodici Morelli) је насеље у Италији у округу Ферара, региону Емилија-Ромања.
Према процени из 2011. у насељу је живело 2267 становника. Насеље се налази на надморској висини од 17 м.